# Löchgau
Löchgau település Németországban, azon belül Baden-Württembergben. Lakosainak száma 5977 fő (2023. december 31.). Löchgau Sachsenheim, Freudental és Erligheim községekkel határos.

## Népesség
A település népessége az elmúlt években az alábbi módon változott:
| Lakosok száma | 2787 | 3518 | 4220 | 4374 | 4510 | 4958 | 5262 | 5377 | 5546 | 5977 |
|               | 1961 | 1967 | 1974 | 1980 | 1987 | 1993 | 2000 | 2006 | 2013 | 2023 |